# Éric Gauthier (animateur de radio)
Pour les articles homonymes, voir Éric Gauthier (homonymie) et Gauthier.
Eric Gauthier est un ancien animateur de radio québécois ayant œuvré notamment au 102,7 Rouge (Québec), dans la ville de Sherbrooke (Québec, Canada). Il est né dans le quartier Rosemont à Montréal.

## Carrière
Diplômé de l'UQAM, de l'Université TÉLUQ et du collège La Cité à Ottawa, Eric Gauthier commence sa carrière à la station CKCN-FM de Sept-Îles de 1996 jusqu'en 1998. De 1998 à 2002, il anime plusieurs émissions à la station CJDM-FM Drummondville dont le retour à la maison avec les animatrices Julie Robitaille et Martine Pichette 4 heures, on punch !, une émission traitant de toutes sortes de sujet: musique, humour, sexualité, etc.
En juillet 2002, il quitte Drummondville pour aller animer l'émission de soirée sur les ondes de CIMO-FM Énergie Sherbrooke, soit le Top 6 et Audiolounge. Au mois d'août 2009, il revient à Drummondville afin de piloter l'émission matinale Le Drummond matin. Un an plus tard, il retourne en Estrie afin d'animer à la radio Rouge (Québec), anciennement connue sous le nom de Rock Détente.
En février 2022, Eric Gauthier quitte le monde de la radio. Ce dernier oeuvre maintenant dans le domaine de l'entrepreneuriat et de la communication marketing.